# العويسات (الأنبار)
العويسات قرية زراعية في قضاء العامرية في محافظة الأنبار في جمهورية العراق، على ضفاف نهر الفرات، بين ناحية جرف الصخر وقضاء العامرية.

## نزوح أهل العويسات
حين احتل تنظيم الدولة الإسلامية (داعش) عدة مناطق عراقية سنة 2014، كانت قرية العويسات من تلك المناطق، فاضطرّ أهلها إلى النزوح إلى قضاء العامرية حيث فيها مخيم بزيبز غير البعيد من قرية العويسات، عدد عوائل العويسات 800 عائلة.